# Osmylinae
Osmylinae (лат.) —  подсемейство сетчатокрылых насекомых из семейства Osmylidae, насчитывающее около 40 видов в составе 6 родов (Grandosmylus, Lahulus, † Lithosmylus, Osmylus, Parosmylus, Sinosmylus). Встречается в Европе, Центральной Азии, Индии, Китае, Японии. Отличительные признаки: антенны в два раза короче переднего крыла, жилка RP с 10—17 ветвями, поперечные жилки многочисленные и регулярно расположенные, изредка почти полностью отсутствуют в дистальной части крыла (род Sinosmylus), внутренний и внешний ступенчатый ряд поперечных жилок, как правило присутствуют в обоих крыльях, хотя внутренний ряд иногда может отсутствовать  (Parosmylus, † Lithosmylus). Личинки ведут околоводный образ жизни. Древнейшие представители подсемейства были найдены в средней юре Китая.